# Kirilo Fesenko
Kirilo Fesenko (ukrajinski:Кирило Фесенко; Dnjepropetrovsk, 24. prosinca 1986.) ukrajinski je profesionalni košarkaš. Igra na poziciji centra, a trenutačno je član NBA momčadi Utah Jazza. Izabrali su ga Philadelphia 76ers u 2. krugu (38. ukupno) NBA drafta 2007.

## NBA karijera
Nakon što je proveo četiri godine u Ukrajini, Fesenko se odlučio prijaviti na NBA draft. Izabračisu ga Philadelphia 76ers kao 38. izbor NBA drafta 2007. Ubrzo su ga 76ersi mijenjali te je završio u redovima Utah Jazza. 15. kolovoza 2007. nakon što je potpisao trogodišnji ugovor, postao je i službeno član Utah Jazza. Većinu svoje rookie sezone, Fesenko je proveo u razvojnoj momčadi Utah Flasherima ali je u ožujku pozvan nazad u momčad Jazzera. 30. studenog 2007. Fesenko je debitirao u utakmici s Los Angeles Lakersima te je postigao 6 poena, 7 skokova i 1 asistenciju.  

## NBA statistika

### Regularni dio
| Godina    | Klub | Odig. uta. | Uta. poč. | Min. | 2P%  | 3P%  | Sl. bac.% | Skok. | Asist. | Ukr. lop. | Blok. | Poena |
| --------- | ---- | ---------- | --------- | ---- | ---- | ---- | --------- | ----- | ------ | --------- | ----- | ----- |
| 2007./08. | Utah | 9          | 0         | 7.8  | .375 | .000 | .500      | 2.8   | .2     | .0        | .3    | 1.6   |
| 2008./09. | Utah | 21         | 1         | 7.4  | .583 | .000 | .333      | 1.8   | .2     | .3        | .7    | 2.3   |
| Ukupno    |      | 30         | 1         | 7.5  | .519 | .000 | .360      | 2.1   | .2     | .2        | .6    | 2.1   |

## Vanjske poveznice
- Profil na NBA.com
- Profil  Arhivirana inačica izvorne stranice od 16. travnja 2009. (Wayback Machine) na Basketball-Reference.com